# Đền Ông Hoàng Mười
Đền Ông Hoàng Mười nằm ở địa phận làng Xuân Am, Hưng Thịnh, Hưng Nguyên, Nghệ An, thờ Ông Hoàng Mười, đền nằm cách trung tâm thành phố Vinh khoàng 2 km theo đường chim bay.
Ngoài ra, Đền Ông Hoàng Mười còn được thờ ở Đền Dinh đô Quan Hoàng Mười, tại phường Trung Lương, thị xã Hồng Lĩnh, tỉnh Hà Tĩnh. Tương truyền, Đền Dinh đô Quan Hoàng Mười là nơi Ngài ngự, còn Đền Ông Hoàng Mười tại Hưng Nguyên là nơi Ngài thác

## Ông Hoàng Mười

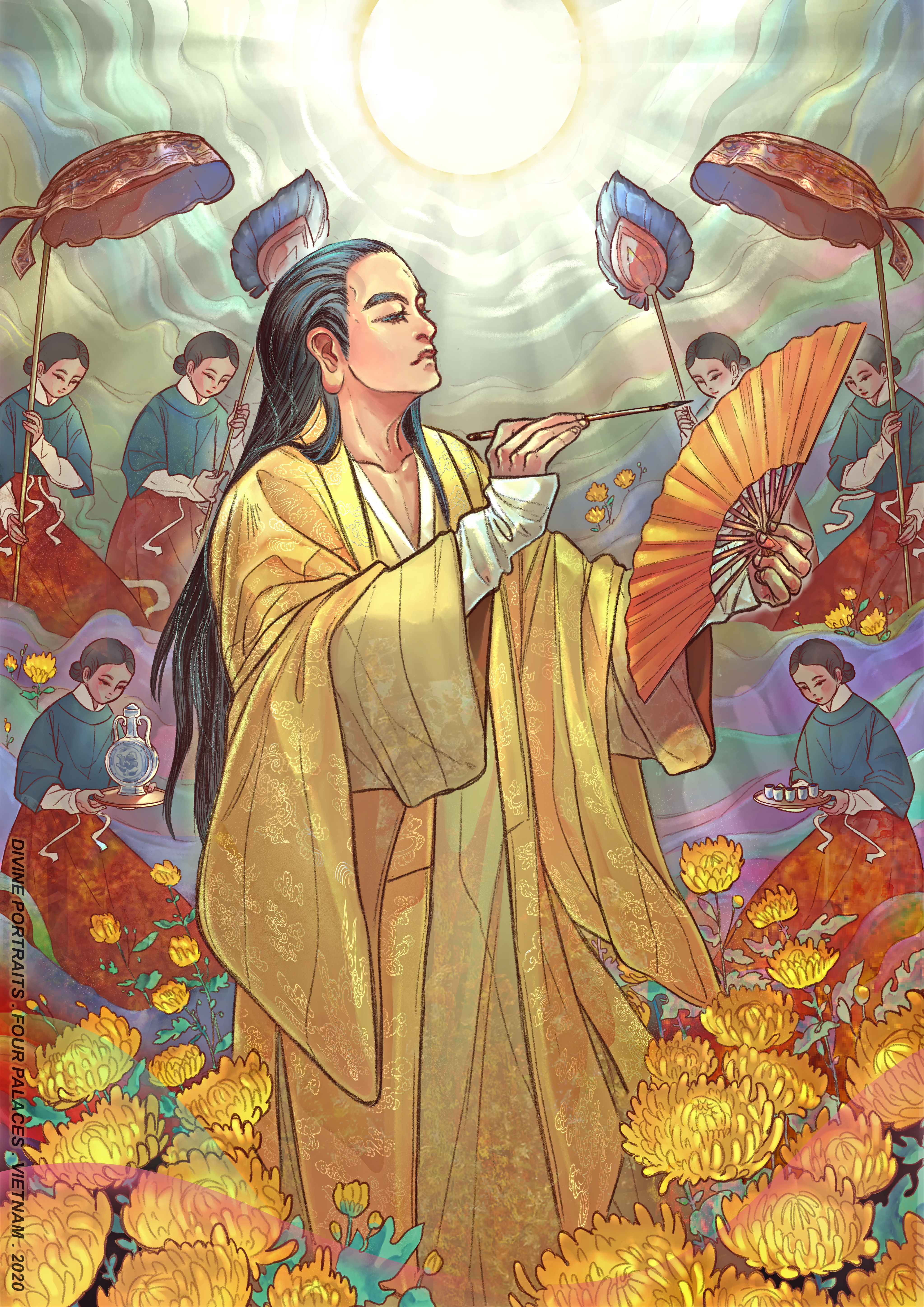
Tranh vẽ Ông Hoàng Mười trong trang phục thời Hậu lê. Hoạ sĩ: Phan Kim Thanh. Tranh thuộc dự án Thánh Nhan của trang Four Palaces - Tứ Phủ

Theo nhân gian kể lại ông Hoàng Mười là nhân vật huyền thoại, được giáng trần để giúp đời. Người dân xứ Nghệ cũng lưu truyền các truyền thuyết về lai lịch, thân thế, sự nghiệp của ông Hoàng Mười với những nhân vật có thật trong lịch sử Việt Nam. Theo truyền thuyết, Ông Hoàng Mười là con thứ 10 của Đức Vua cha Bát Hải Động Đình. Theo lệnh, ông giáng trần để giúp dân. Ông Hoàng Mười không chỉ vì ông là con trai thứ 10 mà ông là người tài đức vẹn toàn, văn võ song toàn ("10" mang ý nghĩa tròn đầy, viên mãn). Không những là vị tướng xông pha chinh chiến nơi trận mạc, ông còn là người rất hào hoa phong nhã, giỏi thơ phú văn chương. Với truyền thuyết về vị tướng "Tài đức vẹn toàn".
Còn theo lời kể ở vùng Hà Tĩnh, ông Hoàng Mười chính là Lê Khôi, vị tướng tài, cháu ruột và là người theo Lê Lợi chinh chiến trong 10 năm kháng chiến chống quân Minh.
Theo một truyền thuyết khác, ông giáng xuống trần và trở thành Uy Minh Vương Ly Nhật Quang, con trai Vua Lý Thái Tổ, cai quản châu Nghệ An.
Nhưng sự tích được lưu truyền nhiều nhất có lẽ là câu chuyện ông Mười giáng sinh thành Nguyễn Xí, một tướng giỏi dưới thời Vua Lê Thái Tổ, có công giúp vua dẹp giặc Minh, sau được giao trấn giữ đất Nghệ An, Hà Tĩnh (cũng chính là nơi quê nhà).
Đức Thánh Hoàng Mười là nhân vật quan trọng trong hệ thống thần điện tín ngưỡng thờ Mẫu Tam Phủ, Tứ Phủ của người Việt.

## Giá trị lịch sử và văn hóa
Theo ghi chép, đền được xây dựng vào năm 1634, từ thời hậu Lê. Trải qua lịch sử, đền bị phá huỷ. Năm 1995 đền được xây dựng lại, giờ trở thành trung tâm văn hóa tín ngưỡng, tâm linh nổi tiếng của tỉnh Nghệ An.
Tại đền giữ 21 đạo sắc phong, bản thần tích chữ Hán và hệ thống tượng pháp có giá trị lịch sử và thẩm mỹ cao. Khu đền chính gồm ba tòa điện, là Thượng điện, Trung điện và Hạ điện. Công trình này mang kiến trúc đền chùa thời nhà Nguyễn.
Năm 2002, đền ông Hoàng Mười được UBND tỉnh Nghệ An xếp hạng Di tích Lịch sử, Văn hoá.
Đền ông Hoàng Mười có 2 kỳ lễ hội lớn là Rằm tháng 3 Âm lịch (lễ hội khai điểm) và ngày Lễ hội giỗ ông Hoàng Mười (10/10 Âm lịch).